# Agnieszka Wieszczek-Kordus
Agnieszka Jadwiga Wieszczek-Kordus (ur. 22 marca 1983 w Wałbrzychu) – polska zapaśniczka, brązowa medalistka Igrzysk Olimpijskich w Pekinie w kategorii do 72 kg w stylu wolnym. Zajęła piętnaste miejsce w Rio de Janeiro 2016 w kategorii 69 kg.
Po dwóch zwycięstwach, przegrała w półfinale olimpijskiego turnieju z faworyzowaną Bułgarką Stanką Zlatewą, późniejszą wicemistrzynią olimpijską, a następnie wygrała walkę o brązowy medal z Hiszpanką Maider Undą 2:0 w rundach. Tym samym zdobyła pierwszy w historii medal olimpijski dla Polski w zapasach kobiet.
Czterokrotna brązowa medalistka mistrzostw Europy w zapasach kobiet: z Moskwy (2006) w kat. do 67 kg, Sofii (2007) w kat. do 72 kg, z Wilna (2009) w kat. do 72 kg oraz z Dortmundu (2011) również w kat. do 72 kilogramów.
Brązowa medalistka Wojskowych Mistrzostw Świata w zapasach w Lahti w 2010 (kat. 72 kg) i amerykańskiej bazie McGuire–Dix–Lakehurst w 2014 (kat. 69 kg).
Siódma w Pucharze Świata w 2015 roku.
Jest żołnierzem Sił Powietrznych w stopniu plutonowego.
Wychowanka klubu ULZKS Heros Czarny Bór i trenera Dariusza Piaskowskiego. Od 2006 roku zawodniczka klubu ZTA Zgierz. Obecnie reprezentuje Grunwald Poznań. Ukończyła Zespół Szkół nr 4 w Wałbrzychu.

## Życie prywatne
Od 26 lipca 2009 jest żoną zapaśnika Arkadiusza Kordusa. W grudniu 2009 roku urodziła córkę, Gabrielę.
Została członkiem honorowego komitetu poparcia Bronisława Komorowskiego przed wyborami prezydenckimi w Polsce w 2015 roku.

## Osiągnięcia

### Igrzyska Olimpijskie
- Pekin 2008
  - 3. miejsce (brązowy medal) – kategoria 72 kg
- Rio de Janeiro 2016
  - 15. miejsce – kategoria 69 kg

### Mistrzostwa świata
- 8. miejsce – kategoria 67 kg (2006)
- 12. miejsce – kategoria 72 kg (2005)
- 16. miejsce – kategoria 72 kg (2007)

### Mistrzostwa Europy
- 3. miejsce – kategoria 67 kg (2006)
- 3. miejsce – kategoria 72 kg (2007)
- 3. miejsce – kategoria 72 kg (2009)
- 3. miejsce – kategoria 72 kg (2011)
- 7. miejsce – kategoria 72 kg (2005)
- 13. miejsce – kategoria 72 kg (2008)

### Wojskowe Mistrzostwa Świata
- 3. miejsce – kategoria 72 kg (2010)
- 3. miejsce – kategoria 69 kg (2014)

### Turnieje
- 1. miejsce – kategoria 72 kg (Tourcoing 2005)
- 2. miejsce – kategoria 72 kg (Madryt 2007)
- 3. miejsce – kategoria 67 kg (Warszawa 2003)
- 3. miejsce – kategoria 72 kg (Warszawa 2004)
- 5. miejsce – kategoria 72 kg (Klippan 2007, Warszawa 2007)

### Uniwersjada
- 3. miejsce – kategoria 72 kg (Izmir 2005)

### Akademickie mistrzostwa świata
- 2. miejsce – kategoria 72 kg (2004, 2006)

### Mistrzostwa Polski
- 1. miejsce – kategoria 72 kg (2004, 2005, 2007, 2010)
- 2. miejsce – kategoria 72 kg (2006)
- 3. miejsce – kategoria 67 kg (2003)

### Młodzieżowe mistrzostwa Polski
- 1. miejsce – kategoria 72 kg (2004, 2005)

## Odznaczenia
- Złoty Krzyż Zasługi – 2008[8]